# Malappuram
Malappuram es una ciudad y  municipio situada en el distrito de Malappuram en el estado de Kerala (India). Su población es de 101386 habitantes (2011), y el área metropolitana cuenta con 1729522 habitantes , lo que la convierte en la cuarta área urbana del estado. Se encuentra a 43 km de Kozhikode.

## Demografía
Según el censo de 2011 la población de Malappuram era de 101386 habitantes, de los cuales 48957 eran hombres y 52429 eran mujeres. Malappuram tiene una tasa media de alfabetización del 96,27%, superior a la media estatal del 94%. 

## Clima
| Parámetros climáticos promedio de Malappuram, Kerala | Parámetros climáticos promedio de Malappuram, Kerala | Parámetros climáticos promedio de Malappuram, Kerala | Parámetros climáticos promedio de Malappuram, Kerala | Parámetros climáticos promedio de Malappuram, Kerala | Parámetros climáticos promedio de Malappuram, Kerala | Parámetros climáticos promedio de Malappuram, Kerala | Parámetros climáticos promedio de Malappuram, Kerala | Parámetros climáticos promedio de Malappuram, Kerala | Parámetros climáticos promedio de Malappuram, Kerala | Parámetros climáticos promedio de Malappuram, Kerala | Parámetros climáticos promedio de Malappuram, Kerala | Parámetros climáticos promedio de Malappuram, Kerala | Parámetros climáticos promedio de Malappuram, Kerala |
| Mes                                                  | Ene.                                                 | Feb.                                                 | Mar.                                                 | Abr.                                                 | May.                                                 | Jun.                                                 | Jul.                                                 | Ago.                                                 | Sep.                                                 | Oct.                                                 | Nov.                                                 | Dic.                                                 | Anual                                                |
| ---------------------------------------------------- | ---------------------------------------------------- | ---------------------------------------------------- | ---------------------------------------------------- | ---------------------------------------------------- | ---------------------------------------------------- | ---------------------------------------------------- | ---------------------------------------------------- | ---------------------------------------------------- | ---------------------------------------------------- | ---------------------------------------------------- | ---------------------------------------------------- | ---------------------------------------------------- | ---------------------------------------------------- |
| Temp. máx. media (°C)                                | 32.0                                                 | 32.9                                                 | 34.0                                                 | 33.8                                                 | 32.7                                                 | 29.3                                                 | 28.1                                                 | 28.7                                                 | 29.7                                                 | 30.3                                                 | 31.1                                                 | 31.4                                                 | 31.2                                                 |
| Temp. mín. media (°C)                                | 21.8                                                 | 22.8                                                 | 24.4                                                 | 25.4                                                 | 25.1                                                 | 23.5                                                 | 22.8                                                 | 23.3                                                 | 23.3                                                 | 23.4                                                 | 23.1                                                 | 21.9                                                 | 23.4                                                 |
| Lluvias (mm)                                         | 1                                                    | 9                                                    | 16                                                   | 101                                                  | 253                                                  | 666                                                  | 830                                                  | 398                                                  | 233                                                  | 281                                                  | 140                                                  | 24                                                   | 2952                                                 |
| Fuente:                                              |                                                      |                                                      |                                                      |                                                      |                                                      |                                                      |                                                      |                                                      |                                                      |                                                      |                                                      |                                                      |                                                      |